# Miren Arzalluz
Miren Begoña Arzalluz Loroño (Bilbao, Vizcaya, 1978) es una historiadora del arte, experta en moda y comisaria española.
Desde 2018 fue la directora del Museo de Moda de París. Anteriormente lo fue del Museo Balenciaga de Guetaria (Guipúzcoa). En abril de 2025 fue nombrada directora del Museo Guggenheim Bilbao en sustitución de Juan Ignacio Vidarte.
En 2024 fue nombrada caballera (chevalier) de la Orden de las Artes y las Letras del Gobierno de Francia.

## Biografía
Miren Arzalluz nació en Bilbao en 1978. Estudió la licenciatura en Historia en la Universidad de Deusto. Después realizó un máster (MSc) en política comparada en la London School of Economics (LSE) de Londres. También obtuvo un máster en Historia del arte con especialidad en Historia de la moda en el Courtauld Institute of Art de Londres en 2003.
Se doctoró en Historia en la Universidad de Deusto en 2022 con la tesis "Moda, Ocio y Sociabilidad en la Côte Basque (1854-1939)", dirigida por la catedrática María Jesús Cava Mesa.

## Trayectoria
Arzalluz fue responsable de colección y exposiciones de la Fundación Cristóbal Balenciaga de 2006 a 2013, período en el que publicó su libro Cristóbal Balenciaga La forja del Maestro (1895-1936).
Entre 2013 y 2017 ha comisariado diversas exposiciones de moda en colaboración con museos como el Palais Galliera, el Musée de l'histoire de l'immigration de París, el Museo de Bellas Artes de Bilbao y el MoMu de Amberes. 
Dirigió el Instituto Etxepare que se orienta a visibilizar la cultura vasca. Además, por cinco años fue curadora jefa de la Fundación y Museo Balenciaga. En enero de 2018 se convirtió en directora del Palais Galliera-Museo de la Moda de París.
En 2024 fue elegida por el patronato del Museo Guggenheim Bilbao para sustituir a Juan Ignacio Vidarte en la dirección del museo a partir de su retirada en abril de 2025.

## Reconocimientos
Arzalluz ha recibido diversas distinciones, como el premio Felicidad Duce que entrega la escuela de diseño LCI Barcelona y que recibió a principios de 2024.
En 2024 también recibió la Orden de las Artes y las Letras por el Ministerio de Cultura francés.
Además fue designada jurado en los premios nacionales de diseño de Estados Unidos.

## Publicaciones
Arzalluz ha escrito el libro Cristóbal Balenciaga. La forja del Maestro (1895-1936) publicado por Nerea en 2010 (ISBN 9788496431508).